# イ・ヨニ
イ・ヨニ（韓: 이연희、1988年旧暦1月9日 - )は、韓国の女優。別名ヨンヒ、イ・ヨンヒ。VASTエンターテインメント所属。

## 略歴・人物
2001年、SMエンタテインメント主催のオーディション「第2回SM青少年ベスト選抜大会」で、大賞を受賞しデビュー。候補生時代に、後に「少女時代」のメンバーとなる候補生と一緒に過ごし、演技に興味をもってガールズグループではなく女優の道にすすんだ。
2020年11月、デビューから所属していたSMエンタテインメントとの契約が終了し、新たにVASTエンターテインメントとの専属契約となる。
2020年6月2日、2歳年上の一般男性と結婚。一男三女の3人目。趣味は読書、映画鑑賞。特技は水泳。盆唐高等学校。
2024年9月11日　第一子となる女児を出産した。

## 出演

### テレビドラマ
- かけがえのない我が子（2004年-2005年、KBS） - オ・ヨンジ役
- 海神（2004年-2005年、KBS） - チョンファ（婷花）の少女時代役
- 復活（2005年、KBS） - カン・シニョン（姜欣瑛）役
- ある素敵な日（2006年、MBC） - ク・ヒョジュ役
- エデンの東（2008年-2009年、MBC） - クク・ヨンナン（国英蘭）役
- パラダイス牧場（2011年、SBS） - イ・ダジ（李多智）役
- ファントム/幽霊（2012年、SBS） - ユ・ガンミ（柳江美）役
- 九家の書（2013年、MBC） - ユン・ソファ（尹西花）役
- ミス・コリア（2013年-2014年、MBC） - オ・ジヨン（呉智英）役
- 華政（2015年、MBC） - 貞明（ジョンミョン）公主役
- ひと夏の奇跡〜Waiting for you（2017年、SBS） - チョン・ジョンウォン（鄭静媛）役
- 恋するパッケージツアー〜パリから始まる最高の恋〜（2017年、JTBC） - ユン・ソソ（尹素素）役
- ザ・ゲーム〜午前0時:愛の鎮魂歌〜（2020年、MBC） - ソ・ジュニョン役
- シネマティックドラマ SF8 第2話「Manxin」（2020年、MBC）[6]
- 結婚白書（2022年、KakaoTV） - キム・ナウン役[7]
- 私たちの人生レース（2023年、Disney+） - パク・ユンジョ役[8]

### 映画
- 百万長者の初恋（2006年）
- M（2007年）
- 私の恋（2007年）
- 純情漫画（2008年）
- マイウェイ 12,000キロの真実 (2011年)
- 結婚前夜 マリッジブルー (2013年)
- 朝鮮名探偵2 (2015年)
- ニューイヤー・ブルース（2020年）[9]

### ミュージックビデオ
- ムン・ヒジュン 「Alone」（2001年）
- カンタ 「사랑은 기억보다 （サランウン キオクポダ）」（2002年）
- チャン・リーイン 「Timeless」（2006年）
- SM The Ballad 「너무 그리워 （ノム クリウォ）」（2010年）[10][リンク切れ]

## 受賞歴
- 2001年 第2回SM青少年ベスト選抜大会 大賞
- 2008年 黄金撮影賞授賞式 新人女優賞
- 2008年 マックスムービー最高の映画賞最高の新人俳優賞
- 2008年 MBC演技大賞 ネチズン女性人気賞／ベストカップル賞／新人賞

## 広報大使ほか
- 鞍山国際ネクスト映画祭広報大使(2006.10)
- 堤川国際音楽映画祭広報大使(2008.7)

## 日本での活動
テレビ東京系のオーディション番組ASAYANが行った「日韓アイドルオーディション企画」に応募。少女時代のスヨン、高橋麻里奈、山田麻衣子と共に最終審査まで残るも落選。後に、合格したスヨンと高橋麻里奈はroute0としてデビューする。